# Vernoux-en-Vivarais
Vernoux-en-Vivarais – miejscowość i gmina we Francji, w regionie Owernia-Rodan-Alpy, w departamencie Ardèche.
Według danych na rok 1990 gminę zamieszkiwało 2037 osób, a gęstość zaludnienia wynosiła 67 osób/km² (wśród 2880 gmin regionu Rodan-Alpy Vernoux-en-Vivarais plasuje się na 429. miejscu pod względem liczby ludności, natomiast pod względem powierzchni na miejscu 213.).

## Populacja

Populacja Vernoux-en-Vivarais w latach 1962-2008